# Шпаковський Олександр Вікентійович
Олександр Вікентійович Шпаковський (нар. 29 жовтня 1899 Харків, Російська імперія — 1942, Хабаровський край, СРСР) — російський, український та радянський футболіст, нападник, а також легкоатлет та хокеїст з м'ячем.

## Клубна кар'єра
Вихованець харківської дитячої команди «Діана». Виступав за харківські команди: «Матрос», «Янус», О.Л.С./К.Ф.К.П., «Штурм»/«Рабис», «Динамо». Ставав неодноразовим чемпіоном Харкова й України, в 1924 році став чемпіоном СРСР, а в 1928 році срібним призером. У 1928 році і 1930 році увійшов до списку 33-ох найкращих футболістів СРСР.

## Кар'єра в збірній
16 листопада 1924 року зіграв свій єдиний офіційний матч за збірну СРСР проти Туреччини (3:0), Шпаковський забив у тому матчі (ще 2-ма голами відзначився Михайло Бутусов). Провів 12 неофіційних матчів за збірну СРСР і забив 3 м'ячі. У 1924 та 1928 виступав за збірну України /УСРР/, золото Всесоюзного турніру 1924 , та срібло 1 Всесоюзної Спартакіади 1928.

## Тренерська діяльність
У 1935 році очолив харківське «Динамо», на цій посаді він пропрацював один рік. За освітою лікар, тому після відходу з посади головного тренера «динамівців» працював в Інституті ортопедії в Харкові.
14 березня 1938 року був заарештований НКВС, як учасник білогвардійської організації. 9 червня 1938 був розстріляний, похований у Харкові. 23 травня 1958 року було реабілітовано. За іншими даними він помер в 1942 році в таборі в Хабаровському краї, через помилкове звинувачення.

## Інші види спорту
Окрім футболу Шпаковський ставав чемпіоном Харкова з тенісу, а в 1928 році ставав срібним призером чемпіонату СРСР з хокею з м'ячем. Також займався гандболом і легкою атлетикою.

## Досягнення

### Командні
- Чемпіонат СРСР
  -  Чемпіон (1): 1924
  -  Срібний призер (1): 1928

- Багаторазовий чемпіон Харкова та Української РСР

### Індивідуальні
- У списку 44-ох та 33-ох найкращих футболістів СРСР: № 3 (1928), № 2 (1930)